# Pseudotolithus senegalensis
Pseudotolithus senegalensis es una especie de pez de la familia Sciaenidae en el orden de los Perciformes.

## Morfología
• Los machos pueden llegar alcanzar los 114 cm de longitud total y 12 kg de peso.

## Alimentación
Come peces,  gambas y cangrejos.

## Hábitat
Es un pez de clima tropical (27°N-22°S) y demersal que vive entre 0-70 m de profundidad.

## Distribución geográfica
Se encuentra en el  Atlántico oriental: desde el Marruecos hasta Namibia.

## Observaciones
Es inofensivo para los humanos.